# Rikke Solberg
Rikke Solberg född den 6 februari 1971 är en inte längre aktiv dansk handbollsspelare. Hon spelade som playmaker dvs mittnia i svenskt språkbruk.

## Karriär
Solberg började sin karriär i Brabrand IF, innan hon kom till norska klubben  Lunner IL där hon spelade i tre år. Hon var sedan i GOG också i tre år. Viborg HK spelade hon när hon var med och vann klubbens andra EHF Cup-final år 1999. Hon pausade karriären på grund av  flera skador, men i början av år  2000 började hon spela handboll på ett lägre plan i Århus HK. Då Århus HK gick i konkurs, spelade hon för  Skovbakken, innan hon definitivt måste avsluta karriären i början av 2002.

### Landslagskarriär[6]
Landslagsdebuten för Rikke Solberg ägde rum I Skive den 23 november 1991 mot Litauen i en 4-nationsturnering. Hon spelade sedan i det danska landslaget, som uppnådde sina första stora resultat 1993. Laget som ytterst överraskande nådde finalen vid VM 1993, blev kända och populära, och som en av de mest profilerade blev Rikke Solberg efter segern i semifinalen hemflugen för att medverka i  TV 2. Laget  förlorade sen  finalen mot Tyskland. Solberg var också med då landslaget vann EM 1994 och VM-brons 1995. Landslagskarriären blev inte så lång  men Solberg spelade 84 landskamper och gjorde 185 mål i landslaget 1991 till 1996. Rikke Solberg kom inte med till OS 1996, utan blev rullstolsburen åskådare när landslagskamraterna vann guld i OS i Atlanta. Korsbandsskadan tvingade henne att sluta i landslaget. Sista landskampen 7 juli mot Norge i förberedelserna inför OS i Atlanta. 